# Dog Man (série de livros)
Dog Man (Brasil: O Homem Cão) é uma série de romances gráficos destinada ao público infantil do autor e ilustrador norte-americano Dav Pilkey. Sendo uma obra derivada e história dentro de uma história da série As Aventuras do Capitão Cueca, do mesmo autor. A série gira em torno do personagem-título, um híbrido meio cão, meio humano, trabalhando como policial.
Até o momento, a série principal consiste de treze livros, com o mais recente, Dog Man: Big Jim Begins, lançado em 3 de dezembro de 2024. O décimo quarto livro entitulado Dog Man: Big Jim Believes foi anunciado e previsto a ser lançado em 11 de novembro de 2025.
Desde o lançamento do primeiro romance, em 30 de agosto de 2016, a série ganhou uma popularidade imensa e se tornou um sucesso comerical, vendendo 70 milhões de cópias impressas e sendo traduzida para 47 idiomas.
Com o sucesso de vendas, a série recebeu seu próprio spin-off entitulado Cat Kid Comic Club, além de ser adaptado em musical, e também um filme de animação em 2025.

## Premissa
Dentro do universo de As Aventuras do Capitão Cueca, O Homem Cão foi o primeiro personagem criado por Jorge Beard e Haroldo Hutchins no jardim de infância. Na quarta série, após acharem quadrinhos antigos do Homem Cão que fizeram quando crianças, os dois decidem retornar ao mundo do seu primeiro personagem, com uma visão mais madura e profunda sobre o mundo. Jorge e Haroldo continuam a escrever quadrinhos do Homem Cão ao longo da quinta e sexta série, tirando inspiração para as histórias de suas leituras obrigatórias de clássicos literários.
No romance de estreia, o oficial Rocha e seu cão policial Greg são alvos de uma bomba de Pepê, antagonista nos romances inciais da série, e ficam gravemente feridos após uma explosão ao tentarem desarma-la. No hospital, os médicos percebem que não poderão salvar suas vidas, no entanto, a moça enfermeira sugere costurar a cabeça do cão no copro do policial por meio de uma cirurgia, resultando no Homem Cão, um híbrido com as habilidades de combate do oficial Rocha, porém com a personalidade de Greg. Assim entanto, ele exibe traços típicos de um cão, como lamber pessoas e ter medo de aspiradores de pó.
No terceiro romance, A Tale of Two Kitties, Pepê, na esperança de conseguir um parceiro de crime, cria um clone de si mesmo, resultando no Pepêzinho. Ao contrário de suas expectativas, Pepêzinho é um gatinho nobre, de coração puro, levando Pepê a abandona-lo, com isso, o Homem Cão o adota e o gatinho passa a viver com ele em sua casa. Pepê chega a ter remorso por ter abandonado seu clone e eventualmente renuncia de seus jeitos de vilão para ser um verdadeiro pai para Pepêzinho, com o Homem Cão continuando a ter a custódia do gatinho nos fins de semana.

## Cronologia
| Volume | Título original                              | Título em português brasileiro           | Data de lançamento     |
| ------ | -------------------------------------------- | ---------------------------------------- | ---------------------- |
| 1      | Dog Man                                      | O Homem Cão                              | 30 de agosto de 2016   |
| 2      | Dog Man: Unleashed                           | O Homem Cão: Desgovernado                | 27 de dezembro de 2016 |
| 3      | Dog Man: A Tale of Two Kitties               | O Homem Cão: Um Conto de Dois Gatinhos   | 29 de agosto de 2017   |
| 4      | Dog Man and Cat Kid                          | O Homem Cão e o Supergatinho             | 26 de dezembro de 2017 |
| 5      | Dog Man: Lord of the Fleas                   | O Homem Cão: O Senhor das Pulgas         | 28 de agosto de 2018   |
| 6      | Dog Man: Brawl of the Wild                   | O Homem Cão: O Confronto Selvagem        | 24 de dezembro de 2018 |
| 7      | Dog Man: For Whom the Ball Rolls             | O Homem Cão: Por Quem as Bolas Rolam     | 13 de agosto de 2019   |
| 8      | Dog Man: Fetch-22                            | O Homem Cão: Latiu-22                    | 10 de dezembro de 2019 |
| 9      | Dog Man: Grime and Punishiment               | O Homem Cão: Imundície e Castigo         | 1 de setembro de 2020  |
| 10     | Dog Man: Mothering Heights                   | O Homem Cão: Mamãe de Ventos Uivantes    | 23 de março de 2021    |
| 11     | Dog Man: Twenty Thousand Fleas Under the Sea | O Homem Cão: Vinte Mil Pulgas Submarinas | 28 de março de 2023    |
| 12     | Dog Man: The Scarlet Shedder                 | O Homem Cão: A Fera Escarlate            | 19 de março de 2024    |
| 13     | Dog Man: Big Jim Begins                      | Não localizado até o momento             | 3 de dezembro de 2024  |
| 14     | Dog Man: Big Jim Believes                    | Não localizado até o momento             | 11 de novembro de 2025 |